# سامارینوواتس (ژیتوراجا)
سامارینوواتس (به صربی: Samarinovac) یک منطقهٔ مسکونی در صربستان است که در ژیتوراجا واقع شده‌است. سامارینوواتس ۷۵۶ نفر جمعیت دارد.